# Паперный, Лев Лазаревич
Лев Лазаревич Паперный (11 июня 1896, Глуск, Бобруйский уезд, Минская губерния, Российская империя — 5 мая 1938, Киев) — российский революционер, советский партийный и государственный деятель. Участник Гражданской войны. Председатель исполкома Симферопольского городского совета, ответственный секретарь Кустанайского губернского комитета РКП(б), Народный комиссар земледелия УССР. Корпусной комиссар. Член ЦК КП(б)У в январе 1934 — мае 1937 годов, член ВУЦИК и член ЦИК СССР.

## Биография
Родился 11 июня 1896 года в местечке Глуск Бобруйского уезда Минской губернии в семье Лазаря Паперного (? — 1930) — меламеда (учителя еврейской религиозной школы), из мещан. Имел братьев Бориса и Самуила (Шмулика), сын которого, племянник Льва, — критик и пародист Зиновий Паперный. С 1903 по 1905 год Лев учился в начальной народной школе города Глуска, в 1905—1909 годах в Бобруйском городском высшем начальном училище, с 1909 по 1913 год в Виленском учительском институте.
С ноября 1913 по апрель 1915 года — учитель начальной школы и средних учебных заведений в городе Виннице. Член РСДРП(б) с 1915 года. Был на подпольной революционной работе, избирался членом еврейской секции Самарского комитета РСДРП(б). В 1915—1916 годах — конторщик отделения кинопрокатного акционерного общества «А. Ханжонков» в Самаре. В 1916—1917 годах — профсоюзный организатор и член правления профессионального Союза печатников и конторщиков, член правления рабочей столовой в Самаре. С января по февраль 1917 года был журналистом Самарской газеты и сотрудником Самарской биржи труда.

### Революция и гражданская война
В 1917 году работал конторщиком кооператива «Союза городов» в Москве. С февраля по октябрь 1917 года — агитатор, член исполнительного комитета Пресненского районного совета, ответственный секретарь Пресненского районного комитета РСДРП(б).
25—27 октября (7—9 ноября) 1917 года — делегат II-го Всероссийского съезда Советов рабочих и солдатских депутатов в Смольном, Петроград.
В октябре 1917 — мае 1918 года — заместитель председателя, временный исполняющий обязанности председателя Исполнительного комитета и заведующий отделом труда Сокольнического районного совета Москвы.
В июне 1918 года уехал к родственникам в город Самару, скрывался от ареста белогвардейскими властями в сёлах под Самарой и в посаде Сергиевск. В 1918 году был арестован войсками Чехословацкого корпуса в Самаре, освобождён из заключения в октябре 1918 года Красной Армией. В ноябре 1918 — феврале 1919 года — заместитель заведующего Самарского губернского отдела народного образования. В феврале 1919 года —заведующий внешкольным подотделом Самарского губернского отдела народного образования. С февраля по май 1919 года — член исполнительного комитета Самарского губернского Совета рабочих и солдатских депутатов. 17 июля 1919 года был избран членом 1-го Городского районного комитета РКП(б) Самары. 24 сентября 1919 года был избран кандидатом в члены Самарского городского комитета РКП(б) от парторганизации 1-го района. 26 сентября 1919 года был избран членом бюро Самарского городского комитета РКП(б).
Участник Гражданской войны. 15 октября 1919 года на экстренном пленуме Самарского губкома РКП(б) был мобилизован в РККА в группе 85 коммунистов на Юго-Восточный фронт для борьбы против войск Деникина. В 1919—1920 годах — заместитель начальника политотдела 7-й армии РККА, участник боевых действий против войск Юденича. Помощник начальника политотдела Западного фронта. Начальник политического отдела 15-й армии, председатель армейской партийной комиссии, помощник начальника политического управления Западного фронта в ходе наступления в Латвии. Помощник командующего Мозырской группой войск Западного фронта по политической части.

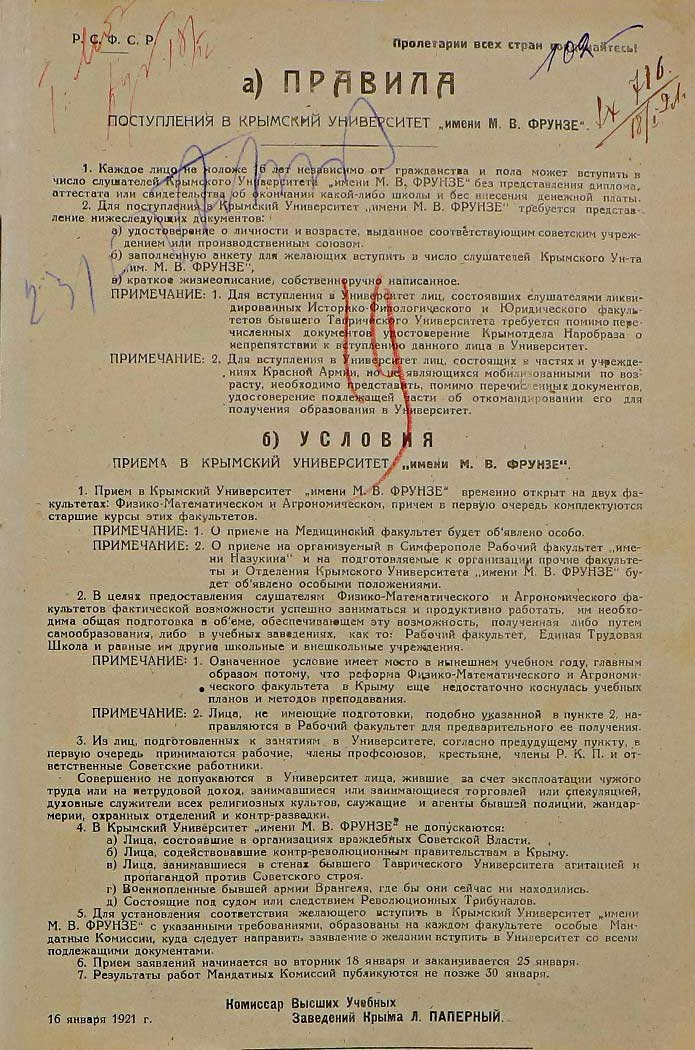
Правила и условия поступления в Крымский университет, 1921 год. Лев Паперный как врио наркома просвещения КрАССР утвердил правила приёма и одновременно как студент поступил по ним

29 марта — 5 апреля 1920 года — делегат IX съезда РКП(б) с решающим голосом (от 15-й армии).
В 1920 году командирован на учёбу в Академию Генерального штаба РККА. В 1920—1921 годах — военный комиссар дивизии, начальник политического отдела и председатель армейской партийной комиссии 4-й армии Южного фронта.

### На партийной и советской работе
В апреле — июне 1921 года — заместитель ответственного секретаря Крымского областного комитета РКП(б). В июле — ноябре 1921 года — заместитель и врио Народного комиссара образования Крымской АССР. 6 июля 1921 — 10 июля 1922 — председатель исполкома Симферопольского городского совета. В 1922 году окончил первый курс Таврического университета.
С января по апрель 1923 года — ответственный секретарь Букеевского губернского комитета РКП(б) Киргизской АССР. В апреле 1923 — декабре 1924 года —ответственный секретарь Кустанайского губернского комитета РКП(б) Киргизской АССР.
С 16 по 19 января 1924 года — делегат XIII конференции РКП(б) с решающим голосом от Кустанайской организации.
В январе 1925 — январе 1926 года — заместитель ответственного редактора, исполняющий обязанности редактора газеты «Кооперативный путь» в Москве. В феврале 1926 — июне 1928 года — военный комиссар Высшей военно-педагогической школы в Москве, а затем Ленинграде. В июле 1928 — сентябре 1929 года — заместитель заведующего Военным издательством при Госиздате СССР. К середине 1930-х годов имел звание корпусного комиссара.
В октябре 1929 — январе 1931 года — ответственный редактор Дальневосточной краевой газеты «Тихоокеанская звезда» в Хабаровске.
С 26 июня по 13 июля 1930 года — делегат 16 съезда ВКП(б) с совещательным голосом от Зейской окружной организации ВКП(б) Дальневосточного края.
В феврале 1931 — феврале 1932 года — заместитель ответственного редактора газеты «Социалистическое земледелие» в Москве. В феврале 1932 — марте 1933 года — заместитель директора партийного издательства (позднее Политиздат) при ЦК ВКП(б).
В марте 1933 — августе 1934 года — начальник политсектора машинно-тракторных станций областного земельного управления Винницкой области и член бюро Винницкого областного комитета КП(б)У. С 26 января по 10 февраля 1934 года — делегат 17 съезда ВКП(б) с решающим голосом от Винницкой организации КП(б) Украины.
В статье в газете «Правда» восхвалял работу Т. Д. Лысенко: «Многие хаты-лаборатории ведут большую работу по изучению новых методов в селекции, разработанных академиком Т. Д. Лысенко … Пользу … лабораторий … прекрасно понял Т. Д. Лысенко: именно он установил наиболее тесную связь с колхозными лабораториями».

18—23 января 1934 года был избран членом ЦК КП(б) Украины на 12-м съезде КП(б)У. В 1935 году был избран членом ЦИК СССР на 7-м Всесоюзном Съезде Советов. С 2 июня 1934 по 26 марта 1937 года — Народный комиссар земледелия УССР, уволен с этой должности «в связи с болезнью». В марте — октябре 1937 года — заместитель Народного комиссара земледелия УССР.

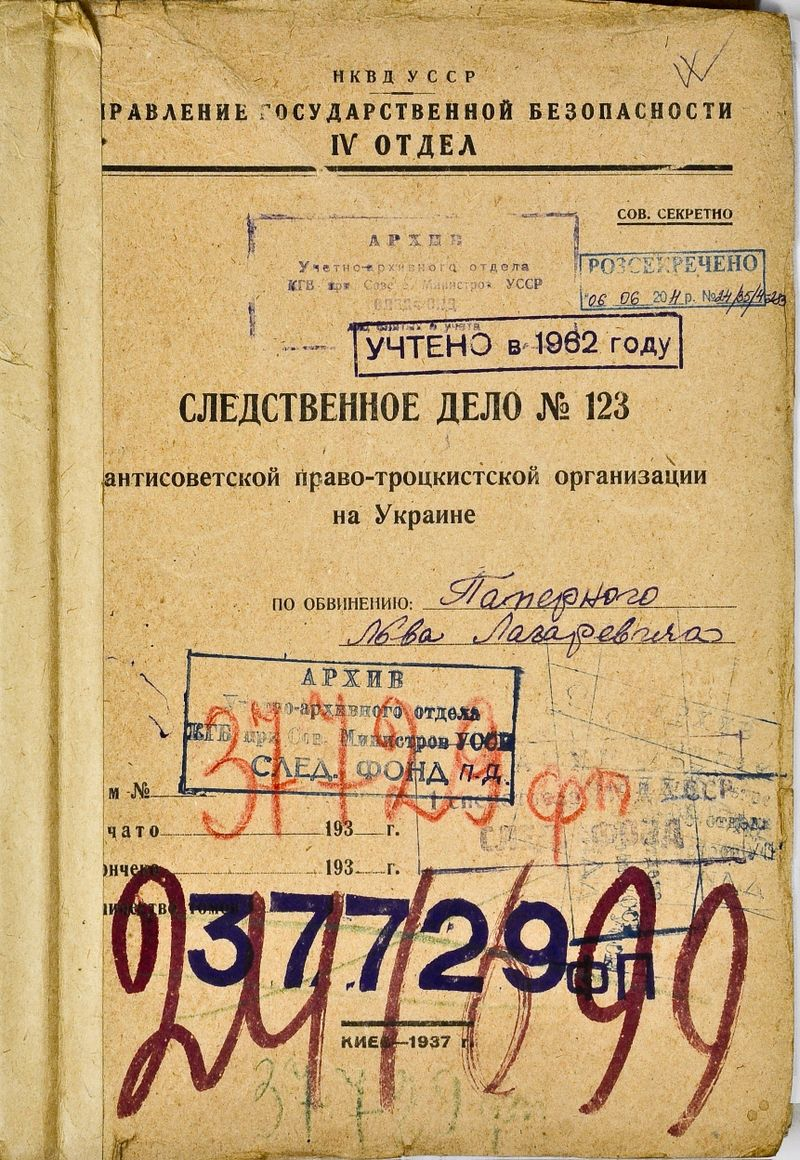
Следственное дело Паперного Л. Л., Киев 1938

### Репрессии
20 октября 1937 года по постановлению ЦК КП(б)у был снят с должности «как враг народа». 22 февраля 1938 года был арестован IV отделом НКВД УССР в Киеве. 5 мая 1938 года, находясь под следствием, умер.
18 мая 1956 года постановлением военного прокурора Киевского военного округа посмертно реабилитирован, уголовное дело прекращено за отсутствием состава преступления. 17 августа 1956 года восстановлен в членстве в КПСС.

## Семья
- Жена — Виноградова Анна Львовна, 1899 года рождения, член РКП(б) с 1919 года. Ответственный секретарь Комиссии по истории заводов и Гражданской войны.
- Дочь — Татьяна.